# 송승민 (야구인)
송승민(1983년 5월 8일 ~ )은 전 KBO 리그 야구 선수의 내야수이다.

## 출신학교
- 마산 무학초등학교
- 마산동중학교
- 마산고등학교
- 연세대학교 (2002학번)